# Сорђе (Потенца)
Сорђе (итал. Sorge) је насеље у Италији у округу Потенца, региону Базиликата.
Према процени из 2011. у насељу је живело 89 становника. Насеље се налази на надморској висини од 789 м.